# أوليفييه بروتشارد
أوليفييه بروتشارد (بالفرنسية: Olivier Brochard)‏ هو لاعب كرة قدم ومدرب كرة قدم فرنسي في مركز الدفاع، ولد في 2 فبراير 1967 في شارفيل-ميزيير في فرنسا. لعب مع نادي أميان ونادي تور ونادي سيدان ونادي نيور.

## وصلات خارجية
- أوليفييه بروتشارد على موقع قاعدة بيانات كرة القدم.إي يو (الإنجليزية)
- أوليفييه بروتشارد على موقع عالم كرة القدم.نت (الإنجليزية)